# Pisa Sporting Club 1969-1970
Questa pagina raccoglie i dati riguardanti il Pisa Sporting Club nelle competizioni ufficiali della stagione 1969-1970.

## Stagione
Dopo essere retrocesso dalla Serie A nell'annata precedente, nella stagione 1969-1970 il Pisa disputa il campionato di Serie B. Con 39 punti in classifica ottiene il settimo posto. Vince il campionato cadetto il Varese con 49 punti, e sale in serie A con le seconde classificate con 48 punti, il Foggia ed il Catania. Retrocedono la Reggiana, il Piacenza ed il Genoa.
Dopo la retrocessione dal massimo campionato sono stati ceduti Claudio Guglielmoni, Carlo Cervetto, Pierpaolo Manservisi e Luigi Mascalaito, mentre sono arrivati a vestire il nerazzurro quattro centrocampisti, quali Alessandro Abbondanza, Sandro Crivelli, Domenico Parola, Rosario Rampanti e gli attaccanti Giulio Sega e Pietro Baisi. In stagione la squadra ottiene diverse importanti vittorie, come il doppio successo ottenuto sul Taranto, l'(1-0) in casa rifilato ai "cugini" del Livorno, la vittoria in trasferta (1-2) a Perugia e il (2-0) inflitto al Genoa all'ultima di andata, girone di andata chiuso a 22 punti a ridosso delle prime. Arrivano però anche varie sconfitte e numerosi pareggi che frenano le ambizioni di alta classifica, infatti nel girone di ritorno la squadra pisana raccoglie solo 17 punti. Ci sarà tempo anche per un cambio di allenatore a fine aprile, quando Giuseppe Corradi sostituisce Lauro Toneatto. Il Pisa chiude il campionato cadetto al settimo posto. In Coppa Italia è inserito nel Quarto girone che promuove ai Quarti della competizione l'Inter.

## Rosa
| N. |                   | Ruolo | Calciatore         |
| -- | ----------------- | ----- | ------------------ |
|    | Italia (bandiera) | P     | Antonio Annibale   |
|    | Italia (bandiera) | P     | Pierluigi Grandini |
|    | Italia (bandiera) | D     | Domenico Casati    |
|    | Italia (bandiera) | D     | Alberto Coramini   |
|    | Italia (bandiera) | D     | Roberto Gasparroni |
|    | Italia (bandiera) | D     | Piero Gonfiantini  |
|    | Italia (bandiera) | D     | Massimo Luperini   |
|    | Italia (bandiera) | D     | Piero Lenzi        |
|    | Italia (bandiera) | D     | Luigi Raschi       |
|    | Italia (bandiera) | C     | Fabrizio Barontini |

| N. |                   | Ruolo | Calciatore            |
| -- | ----------------- | ----- | --------------------- |
|    | Italia (bandiera) | C     | Giuseppe Cosma        |
|    | Italia (bandiera) | C     | Alessandro Abbondanza |
|    | Italia (bandiera) | C     | Domenico Parola       |
|    | Italia (bandiera) | C     | Rosario Rampanti      |
|    | Italia (bandiera) | C     | Sandro Crivelli       |
|    | Italia (bandiera) | A     | Sandro Joan           |
|    | Italia (bandiera) | A     | Giampaolo Piaceri     |
|    | Italia (bandiera) | A     | Pietro Baisi          |
|    | Italia (bandiera) | A     | Giulio Sega           |
|    | Italia (bandiera) | A     | Antonio Baldoni       |

## Risultati

### Serie B

#### Girone di andata
| Arbitro: | Branzoni (Pavia) |

|  |           |                                |
|  | Marcatori | 65’ (rig.) Baisi 73’ Barontini |

| Arbitro: | Mascali (Desenzano del Garda) |

|              |           |          |
| Barontini 8’ | Marcatori | 42’ Mola |

| Arbitro: | Gussoni (Tradate) |

|                                           |           |  |
| Rampanti 18’ Piaceri 60’ Baisi 75’ (rig.) | Marcatori |  |

| Arbitro: | Motta (Monza) |

|                      |           |  |
| D. Crippa 72’ (rig.) | Marcatori |  |

| Arbitro: | Possagno (Treviso) |

|              |           |                                      |
| Robbiati 11’ | Marcatori | 4’ (rig.) Baisi 31’ (aut.) Bordignon |

| Pisa 19 ottobre 1969 6ª giornata | Pisa           | 0 – 0 | Arezzo | Stadio Arena Garibaldi\| Arbitro: \| Pieroni (Roma) \| |
| Arbitro:                         | Pieroni (Roma) |       |        |                                                        |

| Arbitro: | Lattanzi (Roma) |

|                          |           |                  |
| Tamborini 20’ Perego 25’ | Marcatori | 71’ (rig.) Baisi |

| Arbitro: | De Marchi (Pordenone) |

|           |           |  |
| Baisi 71’ | Marcatori |  |

| Arbitro: | Campanini (Finale Emilia) |

|                      |           |  |
| Ballarini 71’ (rig.) | Marcatori |  |

| Arbitro: | Gonella (Torino) |

|            |           |  |
| Strada 74’ | Marcatori |  |

| Pisa 30 novembre 1969 11ª giornata | Pisa        | 0 – 0 | Mantova | Stadio Arena Garibaldi\| Arbitro: \| Calì (Roma) \| |
| Arbitro:                           | Calì (Roma) |       |         |                                                     |

| Arbitro: | Porcelli (Lodi) |

|              |           |                   |
| Taccetti 89’ | Marcatori | 43’ Joan 86’ Sega |

| Arbitro: | Di Tonno (Lecce) |

|                         |           |           |
| Sega 29’, 55’ Cosma 79’ | Marcatori | 60’ Marmo |

| Modena 21 dicembre 1969 14ª giornata | Modena              | 0 – 0 | Pisa | Stadio Alberto Braglia\| Arbitro: \| Panzino (Catanzaro) \| |
| Arbitro:                             | Panzino (Catanzaro) |       |      |                                                             |

| Pisa 28 dicembre 1969 15ª giornata | Pisa                 | 0 – 1 | Atalanta | Stadio Arena Garibaldi\| Arbitro: \| Gialluisi (Barletta) \| |
| Arbitro:                           | Gialluisi (Barletta) |       |          |                                                              |

| Catanzaro 4 gennaio 1970 16ª giornata | Catanzaro       | 0 – 0 | Pisa | Stadio Militare\| Arbitro: \| Serafino (Roma) \| |
| Arbitro:                              | Serafino (Roma) |       |      |                                                  |

| Arbitro: | Torelli (Milano) |

|                    |           |  |
| Baisi 39’ Joan 85’ | Marcatori |  |

| Terni 18 gennaio 1970 18ª giornata | Ternana           | 0 – 0 | Pisa | Stadio Libero Liberati\| Arbitro: \| Toselli (Cormons) \| |
| Arbitro:                           | Toselli (Cormons) |       |      |                                                           |

| Arbitro: | Michelotti (Parma) |

|                               |           |  |
| Rampanti 36’ Baisi 81’ (rig.) | Marcatori |  |

#### Girone di ritorno
| Arbitro: | Reggiani (Bologna) |

|              |           |  |
| Rampanti 76’ | Marcatori |  |

| Arbitro: | Sbardella (Roma) |

|             |           |  |
| Camozzi 50’ | Marcatori |  |

| Arbitro: | Bernardis (Latina) |

|                   |           |                     |
| Casati 39’ (aut.) | Marcatori | 16’, 57’ Abbondanza |

| Pisa 22 febbraio 1970 23ª giornata | Pisa             | 0 – 0 | Reggiana | Stadio Arena Garibaldi\| Arbitro: \| Branzoni (Pavia) \| |
| Arbitro:                           | Branzoni (Pavia) |       |          |                                                          |

| Arbitro: | Panzino (Catanzaro) |

|               |           |            |
| Barontini 51’ | Marcatori | 54’ Stevan |

| Arezzo 8 marzo 1970 25ª giornata | Arezzo         | 0 – 0 | Pisa | Stadio Comunale\| Arbitro: \| Trono (Torino) \| |
| Arbitro:                         | Trono (Torino) |       |      |                                                 |

| Pisa 15 marzo 1970 26ª giornata | Pisa           | 0 – 0 | Varese | Stadio Arena Garibaldi\| Arbitro: \| Pieroni (Roma) \| |
| Arbitro:                        | Pieroni (Roma) |       |        |                                                        |

| Arbitro: | Carminati (Milano) |

|                               |           |  |
| Zanardello 7’ Fava 57’ (rig.) | Marcatori |  |

| Pisa 5 aprile 1970 28ª giornata | Pisa               | 0 – 0 | Como | Stadio Arena Garibaldi\| Arbitro: \| Possagno (Treviso) \| |
| Arbitro:                        | Possagno (Treviso) |       |      |                                                            |

| Pisa 12 aprile 1970 29ª giornata | Pisa                | 0 – 0 | Monza | Stadio Arena Garibaldi\| Arbitro: \| Lo Bello (Siracusa) \| |
| Arbitro:                         | Lo Bello (Siracusa) |       |       |                                                             |

| Arbitro: | Panzino (Catanzaro) |

|                                         |           |              |
| Danova 20’ Blasig 65’ De Cecco 82’, 86’ | Marcatori | 62’ Rampanti |

| Arbitro: | Sbardella (Roma) |

|               |           |                                                       |
| Sega 26’, 64’ | Marcatori | 13’ Giudo 28’, 70’ Innocenti 31’ Mazzia 39’ Montenovo |

| Arbitro: | Gussoni (Tradate) |

|                 |           |                            |
| Enzo 38’ (rig.) | Marcatori | 27’ Crivelli 77’ Barontini |

| Arbitro: | Lazzaroni (Milano) |

|           |           |                |
| Baisi 37’ | Marcatori | 63’ R. Merighi |

| Bergamo 17 maggio 1970 34ª giornata | Atalanta           | 0 – 0 | Pisa | Stadio Comunale\| Arbitro: \| Michelotti (Parma) \| |
| Arbitro:                            | Michelotti (Parma) |       |      |                                                     |

| Pisa 24 maggio 1970 35ª giornata | Pisa                          | 0 – 0 | Catanzaro | Stadio Arena Garibaldi\| Arbitro: \| Mascali (Desenzano del Garda) \| |
| Arbitro:                         | Mascali (Desenzano del Garda) |       |           |                                                                       |

| Arbitro: | De Marchi (Pordenone) |

|               |           |  |
| Cavazzoni 68’ | Marcatori |  |

| Arbitro: | Monforte (Palermo) |

|             |           |                |
| Piaceri 70’ | Marcatori | 32’ Bellinazzi |

| Arbitro: | Torelli (Milano) |

|            |           |             |
| Maselli 6’ | Marcatori | 68’ Baldoni |

### Coppa Italia girone 4
| Arbitro: | Gonella (Torino) |

|  |           |               |
|  | Marcatori | 41’ Facchetti |

| Arbitro: | Trinchieri (Reggio Emilia) |

|                                |           |             |
| Ferrero 45’ (rig.), 48’ (rig.) | Marcatori | 76’ Piaceri |

| Arbitro: | Michelotti (Parma) |

|                                 |           |             |
| Baisi 21’ (rig.) Abbondanza 33’ | Marcatori | 78’ Benetti |

## Statistiche

### Statistiche di squadra
| Competizione | Punti | In casa | In casa | In casa | In casa | In casa | In casa | In trasferta | In trasferta | In trasferta | In trasferta | In trasferta | In trasferta | Totale | Totale | Totale | Totale | Totale | Totale | DR |
| Competizione | Punti | G       | V       | N       | P       | Gf      | Gs      | G            | V            | N            | P            | Gf           | Gs           | G      | V      | N      | P      | Gf     | Gs     | DR |
| ------------ | ----- | ------- | ------- | ------- | ------- | ------- | ------- | ------------ | ------------ | ------------ | ------------ | ------------ | ------------ | ------ | ------ | ------ | ------ | ------ | ------ | -- |
| Serie B      | 39    | 19      | 6       | 11      | 2       | 18      | 11      | 19           | 5            | 6            | 8            | 13           | 18           | 38     | 11     | 17     | 10     | 31     | 29     | +2 |
| Coppa Italia | 2     | 2       | 1       | 0       | 1       | 2       | 2       | 1            | 0            | 0            | 1            | 1            | 2            | 3      | 1      | 0      | 2      | 3      | 4      | -1 |
| Totale       |       | 21      | 7       | 11      | 3       | 20      | 13      | 20           | 5            | 6            | 9            | 14           | 20           | 41     | 12     | 17     | 12     | 34     | 33     | +1 |

### Statistiche dei giocatori
| Giocatore      | Serie B  | Serie B | Coppa Italia | Coppa Italia | Totale   | Totale |
| Giocatore      | Presenze | Reti    | Presenze     | Reti         | Presenze | Reti   |
| -------------- | -------- | ------- | ------------ | ------------ | -------- | ------ |
| A. Abbondanza  | 18       | 2       | ?            | ?            | 18+      | 2+     |
| A. Annibale    | 15       | -10     | ?            | ?            | 15+      | -10+   |
| P. Baisi       | 34       | 8       | ?            | ?            | 34+      | 8+     |
| A. Baldoni     | 4        | 1       | ?            | ?            | 4+       | 1+     |
| F. Barontini   | 29       | 4       | ?            | ?            | 29+      | 4+     |
| D. Casati      | 36       | 0       | ?            | ?            | 36+      | 0+     |
| A. Coramini    | 13       | 0       | ?            | ?            | 13+      | 0+     |
| G. Cosma       | 15       | 1       | ?            | ?            | 15+      | 1+     |
| S. Crivelli    | 26       | 1       | ?            | ?            | 26+      | 1+     |
| R. Gasparroni  | 26       | 0       | ?            | ?            | 26+      | 0+     |
| P. Gonfiantini | 38       | 0       | ?            | ?            | 38+      | 0+     |
| P. Grandini    | 23       | -19     | ?            | ?            | 23+      | -19+   |
| S. Joan        | 26       | 2       | ?            | ?            | 26+      | 2+     |
| P. Lenzi       | 34       | 0       | ?            | ?            | 34+      | 0+     |
| M. Luperini    | 2        | 0       | ?            | ?            | 2+       | 0+     |
| D. Parola      | 11       | 0       | ?            | ?            | 11+      | 0+     |
| G. Piaceri     | 26       | 2       | ?            | ?            | 26+      | 2+     |
| R. Rampanti    | 34       | 4       | ?            | ?            | 34+      | 4+     |
| L. Raschi      | 10       | 0       | ?            | ?            | 10+      | 0+     |
| B. Romanini    | 1        | 0       | ?            | ?            | 1+       | 0+     |
| G. Sega        | 23       | 5       | ?            | ?            | 23+      | 5+     |